# Lycaena coreana
Lycaena coreana är en fjärilsart som beskrevs av Matsumura 1926. Lycaena coreana ingår i släktet Lycaena och familjen juvelvingar. Inga underarter finns listade i Catalogue of Life.